# Eparchia kołomyjska
Eparchia kołomyjska – katolicka eparchia obrządku bizantyjsko-ukraińskiego ze stolicą w Kołomyi, w obwodzie iwanofrankiwskim, na Ukrainie. Biskupstwo jest sufraganią archieparchii iwano-frankiwskiej.

## Historia
20 kwietnia 1993 papież św. Jan Paweł II erygował eparchię kołomyjsko-czerniowiecką. Dotychczas wierni z tych terenów należeli do eparchii iwano-frankowskiej (obecnie archieparchia iwano-frankiwska).
12 września 2017 wydzielono z niej eparchię czerniowiecką i zmieniono nazwę na obecną.
Biskupami ordynariuszami byli kolejno: Pawło Wasyłyk (1993-2004), Wołodymyr Wijtyszyn (2004-2005), Mykoła Symkajło (2005-2013) i Wasyl Iwasiuk (od 2014).